# Nights (série de jeux vidéo, Sega)
Pour la série de jeux vidéo de Gameloft, voir Nights (série de jeux vidéo, Gameloft).
Nights (ナイツ, stylisé NiGHTS) est une série de jeux vidéo d'action issue de la franchise du même nom, créée par Yuji Naka, développée par Sonic Team et éditée par Sega.

## Développement
La série Nights fait son apparition sur Saturn en 1996 avec NiGHTS into Dreams..., le premier jeu « non Sonic » de l'équipe de développement. Il s'agit également du premier titre à utiliser le 3D Control Pad de la console, également appelé Sega Multi Controller au Japon, lequel était une réponse à la manette analogique de la Nintendo 64.

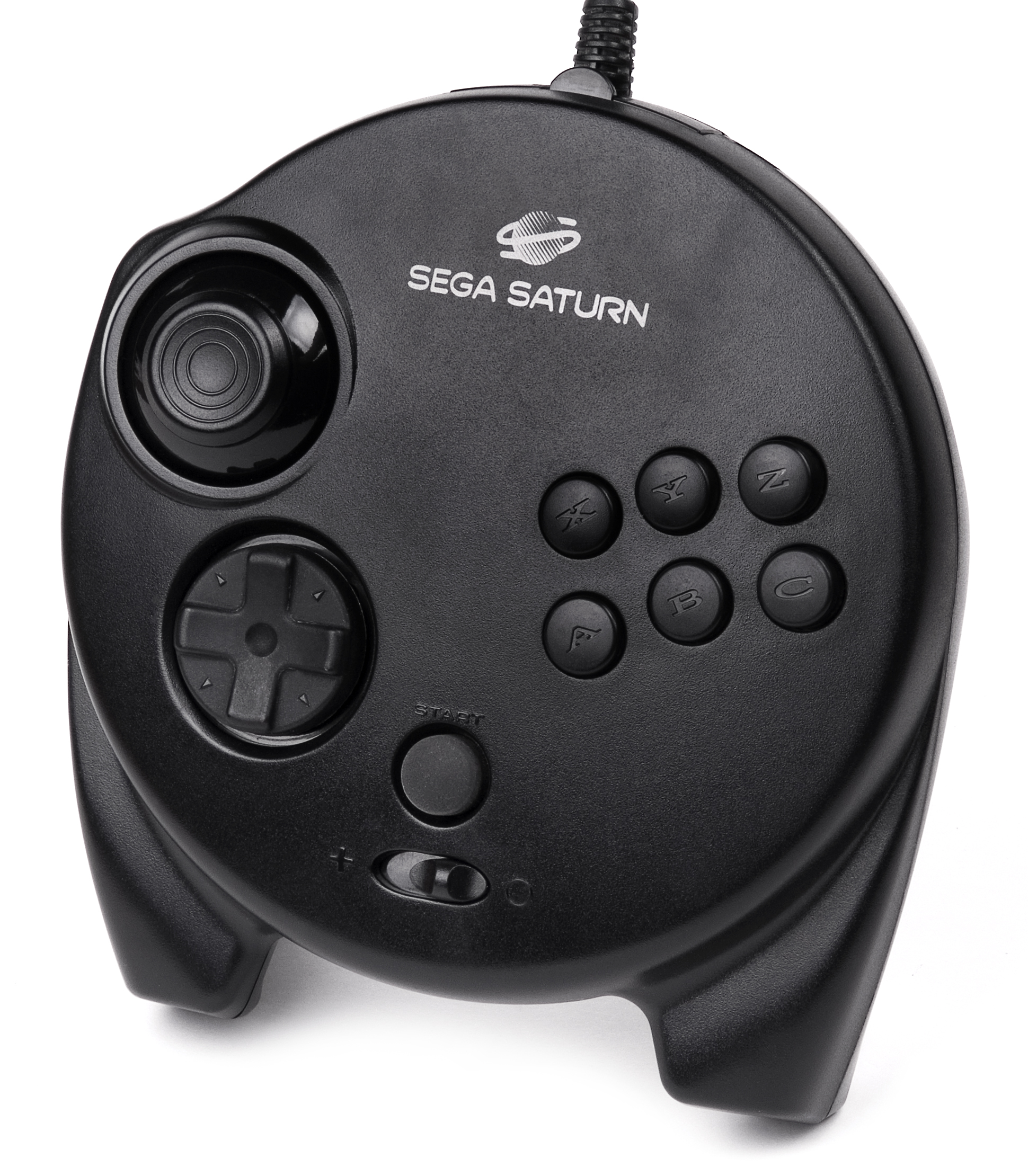
Le 3D Control Pad.
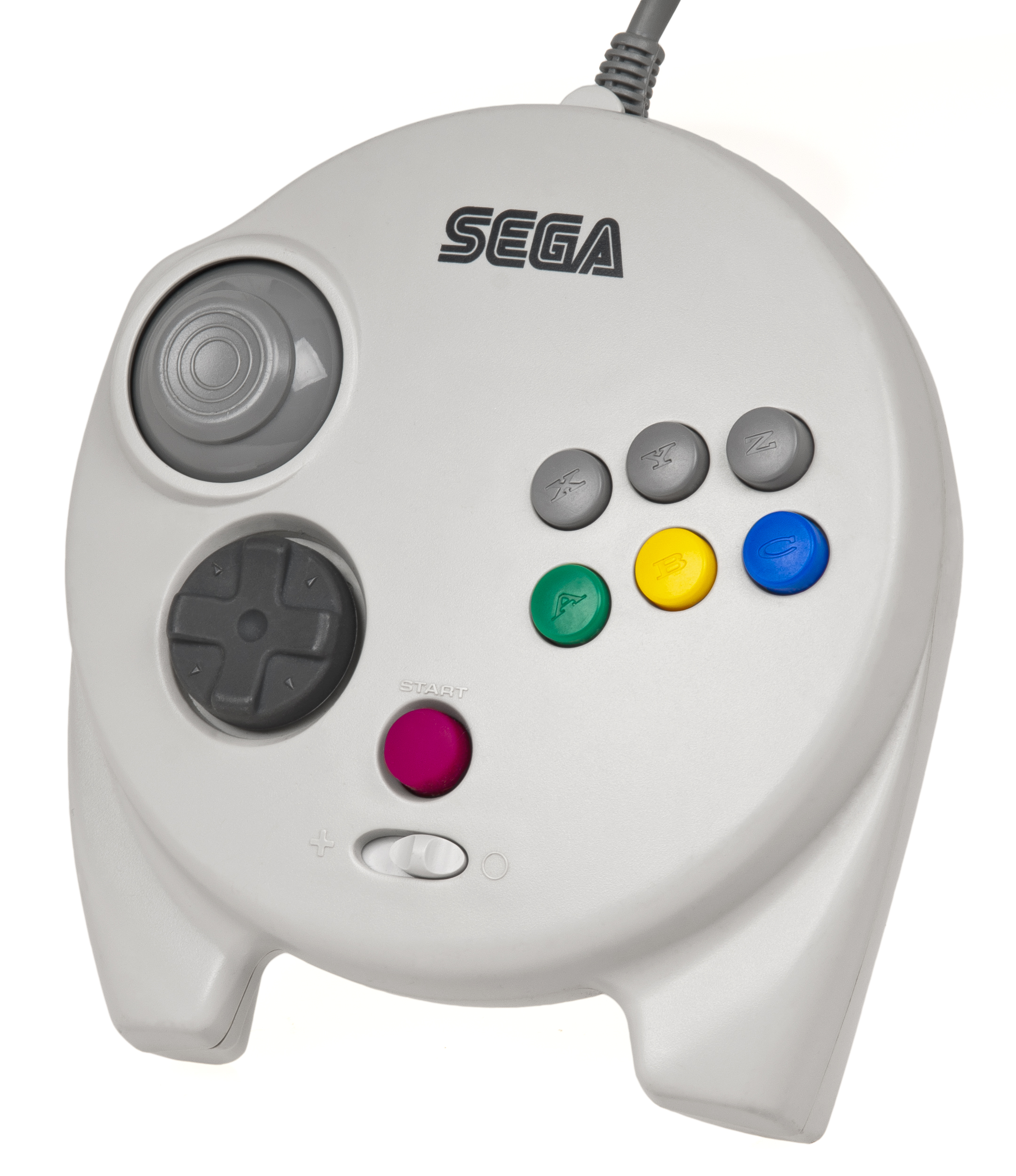
Le Sega Multi Controller.

## Liste de jeux

### Série principale
- 1996 - NiGHTS into Dreams... (Saturn)
- 2007 - NiGHTS: Journey of Dreams (Wii)

### Mini-jeu
- 1996 - Christmas NiGHTS into Dreams... (Saturn)

### Jeu électronique
- 1996 - NiGHTS into Dreams... (jeu fabriqué par Tiger Electronics[2])

## Portages
- 1996 - NiGHTS into Dreams... (R-Zone[3])
- 2008 - NiGHTS into Dreams... (PlayStation 2, Japon uniquement[4])
- 2012 - NiGHTS into Dreams... (PlayStation 3, Windows et Xbox 360, uniquement par téléchargement[4])